# الکساندر گیرو
الکساندر گیرو (به فرانسوی: Alexandre Guiraud) شاعر، نمایش‌نامه‌نویس و رمان‌نویس قرن هجدهم میلادی اهل فرانسه است.